# Melwin Pantzar
Jan Patrik Melwin Pantzar, född 10 april 2000 i Valsta församling i Stockholms län, är en svensk basketspelare som spelar för spanska Bilbao.

## Biografi
Melwin Pantzar inledde sin karriär i Sigtuna och spelar 2024 för Bilbao i spanska ligan. Han har även representerat det svenska landslaget där han debuterade 2020.